# Hamacantha falcula
Hamacantha falcula är en svampdjursart som först beskrevs av James Scott Bowerbank 1866.  Hamacantha falcula ingår i släktet Hamacantha och familjen Hamacanthidae. Arten är reproducerande i Sverige. Inga underarter finns listade i Catalogue of Life.